# Kimmirut
Kimmirut este un orășel polar aflat pe Insula Baffin, în teritoriul Nunavut, Canada. Are ieșire la Golful Hudson. Cel mai apropiat oraș, Iqaluit (capitala insulei), se află la 120 km depărtare.